# Zhao Hanyang
Zhao Hanyang (chiń. 赵翰洋; ur. 20 października 1999 w Xi’an) – chiński zawodowy snookerzysta. Zdobył dwuletnią kartę do World Snooker Tour, która obowiązuje od sezonu snookerowego 2025/26.

## Wczesne życie
Pochodzi z miasta Xi'an w prowincji Shaanxi. Zaczął grać w snookera w wieku ośmiu lat. Jego rodzina później przeniosła się do prowincji Guangdong, gdzie ćwiczył z Zhou Yuelongiem i Zhao Xintongiem, a jego trenerem był Wu Wenzhong, który wcześniej był mentorem m.in. Dinga Junhui.

## Kariera
W czerwcu 2021 roku podczas chińskich mistrzostw reprezentacji narodowej grał jako członek drużyny Dongguan pod wodzą trenera Jin Di, u boku członków drużyny Liu Hongyu i Liang Xiaolonga.
Podczas pierwszego turnieju Q School Azja i Oceania w Tajlandii w maju 2025 r. przegrał w przedostatniej rundzie z Chatchapongiem Nasą. Podczas drugiego turnieju  pokonał byłego zawodowca Rory'ego Thora w decydującej partii, a także Tajlandczyka Narondata Takantonga 4-1 w ostatniej rundzie, zdobywając dwuletnią kartę do World Snooker Tour od sezonu snookerowego 2025/26.

### Sezon 2025–26
Swoją karierę zawodową rozpoczął zwycięsko, pokonując Sandersona Lama 5-1 w swoim pierwszym meczu jako zawodowiec w kwalifikacjach do Wuhan Open 2025. W meczu grupowym Championship League 2025, który odbył się 30 czerwca 2025 r. w Leicester, zremisował 2-2 ze swoim rodakiem Yao Pengchengiem i Walijczykiem Jamiem Jonesem, ale przegrał 1-3 z Lyu Haotianem.

## Występy w turniejach w karierze
| Ranking                    | [ i ] |
| Turnieje rankingowe        |       |
| Championship League        | RR    |
| Saudi Arabia Masters       |       |
| Wuhan Open                 |       |
| English Open               |       |
| British Open               | LQ    |
| Xi'an Grand Prix           |       |
| Northern Ireland Open      |       |
| International Championship |       |
| UK Championship            |       |
| Shoot Out                  |       |
| Scottish Open              |       |
| German Masters             |       |
| World Grand Prix           |       |
| Welsh Open                 |       |
| Players Championship       |       |
| World Open                 |       |
| Tour Championship          |       |
| World Championship         |       |

1. ↑  Nowi gracze w Tourze nie mają rankingu.

| Legenda tabeli wyników              | Legenda tabeli wyników       | Legenda tabeli wyników                     | Legenda tabeli wyników                                                              | Legenda tabeli wyników                     | Legenda tabeli wyników                     |
| ----------------------------------- | ---------------------------- | ------------------------------------------ | ----------------------------------------------------------------------------------- | ------------------------------------------ | ------------------------------------------ |
| LQ                                  | odpadnięcie w kwalifikacjach | #R                                         | odpadnięcie we wczesnej fazie turnieju (WR = runda dzikich kart, RR = faza grupowa) | QF                                         | przegrana w ćwierćfinale                   |
| SF                                  | przegrana w półfinale        | F                                          | przegrana w finale                                                                  | W                                          | zwycięstwo                                 |
| DNQ                                 | nie zakwalifikował/a się     | A                                          | nie brał/a udziału                                                                  | WD                                         | zrezygnował/a w trakcie turnieju           |
| Legenda oznaczeń w tabelach wyników |                              |                                            |                                                                                     |                                            |                                            |
| NH / Nie roz.                       | NH / Nie roz.                | Turniej nie odbył się.                     | Turniej nie odbył się.                                                              | Turniej nie odbył się.                     | Turniej nie odbył się.                     |
| NR / Nie-rank.                      | NR / Nie-rank.               | Turniej nie był zaliczany jako rankingowy. | Turniej nie był zaliczany jako rankingowy.                                          | Turniej nie był zaliczany jako rankingowy. | Turniej nie był zaliczany jako rankingowy. |
| R / Rank.                           | R / Rank.                    | Turniej był zaliczany jako rankingowy.     | Turniej był zaliczany jako rankingowy.                                              | Turniej był zaliczany jako rankingowy.     | Turniej był zaliczany jako rankingowy.     |
| MR / Minor-Rank.                    | MR / Minor-Rank.             | Turniej był zaliczany jako minor ranking.  | Turniej był zaliczany jako minor ranking.                                           | Turniej był zaliczany jako minor ranking.  | Turniej był zaliczany jako minor ranking.  |